# Aldo Duscher
Alvaro Pedro Duscher (Esquel, 1979. március 22. –) argentin labdarúgó, jelenleg az RCD Espanyol középpályása.